# Cap de la Nau
Cap de la Nau (spanska: Cabo de la Nau) är en udde på Iberiska halvöns kust mot Medelhavet. Den sträcker sig ut mot de Baleariska öarna och utgör sydlig gräns för Valenciabukten. Den utgör östligaste delen av provinsen Alicante.